# Pseudochlorodesmis
Pseudochlorodesmis é um género de algas, pertencente à família Udoteaceae.

## Espécies
- Pseudochlorodesmis australis
- Pseudochlorodesmis furcellata
- Pseudochlorodesmis monopodialis
- Pseudochlorodesmis tenuis